# Devil's Path
Devil's Path è il secondo EP della band symphonic black metal norvegese Dimmu Borgir. È il primo lavoro del gruppo in cui compaiono testi in inglese a discapito di quelli in norvegese usati fino a quel momento. Delle quattro tracce presenti solo la prima, Master of Disharmony, verrà ripresa e riarrangiata nel successivo Enthrone Darkness Triumphant. Nel 1999 viene ristampato dall'etichetta HammerHeart assieme al demo In the Shades of Life dei norvegesi Old Man's Child in una versione intitolata Sons of Satan - Gather for Attack.

## Tracce
1. Master of Disharmony - 6:05
2. Devil's Path - 5:30
3. Nocturnal Fear (Celtic Frost cover) - 3:23
4. Nocturnal Fear (Celtically Processed) - 3:28

## Formazione
- Shagrath - voce, chitarra e tastiere
- Erkekjetter Silenoz - chitarra
- Nagash - basso
- Tjodalv - batteria